# WinSun Decoration Design Engineering Co
Winsun decoration design engineering co est une entreprise chinoise engagée dans la recherche et le développement de nouveaux matériaux pour la construction, ainsi que l'impression de maisons en 3D.
En mars 2014, la société Winsun réalise une prouesse technique en imprimant 10 maisons en 24 heures, à l'aide d'une imprimante 3D brevetée,. Le coût unitaire est d'environ 30.000 yuans, soit près de 3.500 euros,,.
Le 18 janvier 2015, Ma Yi He, président de WinSun, annonce que la société a réussi à construire un immeuble de cinq étages, - faisant le premier immeuble imprimé en 3D au monde,, ainsi que le plus haut bâtiment imprimé au monde,, - et qu’elle a imprimé une villa de 1 100 mètres carrés grâce à un matériau d'impression spécial, - première villa imprimée en 3D au monde - vendue 150 000 euros à une taïwanaise.

## Procédé
Ce procédé de construction permettrait d’économiser 60 % des matériaux utilisés dans la construction d'une maison traditionnelle, pour un temps de construction équivalent à 30 % des délais habituels.

## Ambitions
D'ici à 2018, l’entreprise souhaite implanter des usines dans plus de 20 pays dont l’Arabie saoudite, les Émirats arabes unis, le Qatar, le Maroc, la Tunisie et les États-Unis.